# Economia del lavoro
L'economia del lavoro è il ramo specialistico dell'economia che studia la domanda e l'offerta di lavoro, definisce e misura l'occupazione e la disoccupazione, valuta gli effetti sulle imprese e sull'economia in senso lato delle politiche economiche destinate ad affrontare il problema della disoccupazione.
L'economia del lavoro tenta di capire il mercato e le dinamiche del mondo del lavoro. Il mercato del lavoro funziona attraverso l'interazione tra i lavoratori e i datori di lavoro. La scienza dell'economia del lavoro osserva i fornitori del lavoro (i lavoratori), i datori di lavoro (in inglese the employers), e cerca di capire in che modo si possano regolarizzare gli stipendi, l'occupazione ed i profitti.
È una materia molto importante perché la disoccupazione colpisce direttamente e dolorosamente gran parte della società civile. L'obiettivo di molti governi moderni è quello di tendere alla massimizzazione dell'Occupazione, o quantomeno raggiungere un livello di disoccupazione minima; a tale proposito si considera fisiologica se è pari a 2-3 % della Forza Lavoro. Questa % individua la quantità di Lavoro che trova difficoltà di "incontro" tra Offerta e Domanda, per effetto della cd. fase "ricerca di lavoro". Studia inoltre l'impatto dello schema retributivo (fisso, variabile, misto) sulla struttura del mercato del lavoro.
L'economia del lavoro si interessa anche della relazioni esistenti tra il mercato del lavoro e il mondo dell'istruzione. Si preoccupa di stabilire se esistono delle relazioni tra i livelli di produttività, il livello di istruzione, la qualità dei contratti di lavoro e i differenziali salariali tra i vari tipi di lavoratori. I livelli di disoccupazione infatti, come i livelli salariali, non possono prescindere dalle competenze ('skill') possedute dalla popolazione dei lavoratori ed eventuali interventi pubblici non possono non tenerne conto.
L'economia del lavoro si occupa di stabilire sotto quali condizioni la formazione, generale o specifica, può essere finanziata dai lavoratori, dalle pubbliche istituzioni, dai datori di lavori, oppure, ad esempio, dalle agenzie interinali.

## Due metodi di analisi del mercato del lavoro
Ci sono due aspetti dell'economia del lavoro da valutare. Essa infatti può essere vista come un'applicazione delle regole della macroeconomia o della microeconomia sul mercato del lavoro. Per ciò che concerne la Microeconomia essa studia il ruolo del singolo nel mondo del lavoro. La macroeconomia mette in relazione lo stesso mercato del lavoro con quello finanziario, col mercato monetario ed infine con i commerci esteri. Essa inoltre osserva in che modo l'interazione di queste macrovariabili influenzano il livello occupazionale e la distribuzione dei redditi.

## La Macroeconomia del mercato del lavoro
La forza lavoro (in inglese la labor force) può essere definita come quel numero dato dalla somma delle persone occupate più quelle disoccupate ma in cerca di lavoro. Il tasso di attività è il numero di persone della forza lavoro in età tra i 15 e 65 anni fratta la popolazione in età compresa tra i 15 e i 65 anni. La forza del nonlavoro include chi non è in cerca di lavoro, chi dalla legge non è considerato in grado di lavorare come chi sta in prigione o in reparti psichiatrici, le casalinghe ed i militari di leva.
Il livello di disoccupazione è dato dalla forza lavoro meno il numero di persone attualmente occupate. Il tasso di disoccupazione è dato dal livello di disoccupazione fratto la forza lavoro. Il tasso di occupazione è dato dal numero di persone tra i 15 ed i 65 anni occupati fratto la popolazione di età compresa tra i 15 ed i 65 anni.
Le variabili come livello di occupazione, il livello di disoccupazione, la forza lavoro ed i posti vacanti sono chiamate stock variables (variabili fisse) perché misurano delle quantità in continuo flusso in un determinato momento. Queste ultime sono contrapposte alle flow variables (variabili in flusso) che misura delle quantità durante un determinato arco di tempo. Le variazioni della forza lavoro sono dovute a variabili di flusso come la crescita della popolazione naturale, al netto dell'immigrazione, le new entry ed i pensionati. Le variazioni della disoccupazione dipendono da: l'afflusso di persone disoccupate che iniziano a cercare lavoro e dalle persone che cercano il loro lavoro e sono alla ricerca di uno nuovo; e dal deflusso di persone che trovano un nuovo lavoro e quelle che invece smettono di cercare un'occupazione.
Quando si dà uno sguardo generale alla Macroeconomia, devono essere identificati diversi tipi di disoccupazione, tra cui:
- Disoccupazione d'attrito (dall'inglese Frictional unemployment) – Riflette il fatto che alle persone che hanno trovato un nuovo lavoro occorre del tempo affinché vi si inseriscano ottimamente. Se 12 individui prima di cominciare un nuovo lavoro devono aspettare un mese, le statistiche li registreranno come un unico lavoratore disoccupato. Le variazioni nel campo della tecnologia sono ulteriormente ridotte, per esempio: i lavori su internet hanno bisogno di personale poco costosi e molto brillanti.
- Disoccupazione strutturale - Questa riflette le discrepanze tra l'abilità effettiva della forza lavoro e quella richiesta dai datori di lavoro. Se 4 lavoratori cominciano a fare dell'apprendistato da 6 mesi prima di cominciare il nuovo lavoro le statistiche li registrerà come 2 lavoratori disoccupati. Le variazioni nella tecnologia vanno oltre la disoccupazione strutturale perché, di solito, nella tecnologia si ha bisogno dei lavoratori in tirocinio.
- Tasso naturale di disoccupazione – Dato dalla somma della disoccupazione d'attrito e la disoccupazione strutturale.
- NAIRU (non accelerating inflation rate of unemployment) - Indica il tasso di disoccupazione nel quale l'inflazione è stabile.

La teoria economica ha individuato diverse cause della disoccupazione:
- Nella teoria neoclassica, la disoccupazione è causata dalla rigidità del mercato del lavoro (data da fattori quali la presenza di un salario minimo, di sindacati e una legislazione che renda più difficile i licenziamenti), che non consente ai meccanismi di mercato di riportare il salario al livello d'equilibrio.
- Secondo la teoria keynesiana, la disoccupazione è causata dalla mancanza di domanda aggregata, nonostante ci siano lavoratori disposti a lavorare al livello salariale attuale.

Possono essere individuati diversi tipi di salari:
- Salario monetario - Indica il valore assoluto dell'ammontare monetario elargito al lavoratore.
- Salario reale - Indica il rapporto fra salario monterario e prezzi (inteso come paniere di beni), determinando quindi il potere d'acquisto.
- Salario di riserva - Indica il salario al di sotto del quale i lavoratori non sono disposti a lavorare, ed è determinato dai livello dei sussidi e dei trasferimenti governativi alle famiglie, oltre che dalle preferenze individuali.
- Salario d'efficienza - Teorizzato dall'economista premio Nobel Joseph Stiglitz, indica il livello salariale tale da incentivare il lavoratore a massimizzare il proprio impegno.